# Landsvägatjärnen (Arvidsjaurs socken, Lappland, 727953-165783)
Landsvägatjärnen är en sjö i Arvidsjaurs kommun i Lappland och ingår i Byskeälvens huvudavrinningsområde. Sjön har en area på 0,093 kvadratkilometer och ligger 380,3 meter över havet.

## Delavrinningsområde
Landsvägatjärnen ingår i det delavrinningsområde (727914-165826) som SMHI kallar för Mynnar i Arvidsjaursjön. Medelhöjden är 383 meter över havet och ytan är 2,75 kvadratkilometer. Det finns ett avrinningsområde uppströms, och räknas det in blir den ackumulerade arean 5,14 kvadratkilometer. Vattendraget som avvattnar avrinningsområdet har biflödesordning 2, vilket innebär att vattnet flödar genom totalt 2 vattendrag innan det når havet efter 143 kilometer. Avrinningsområdet består mestadels av skog (97 procent). Avrinningsområdet har 0,09 kvadratkilometer vattenytor vilket ger det en sjöprocent på 3,3 procent.